# VOR/DME

Знак маяка VOR/DME на аэронавигационных картах

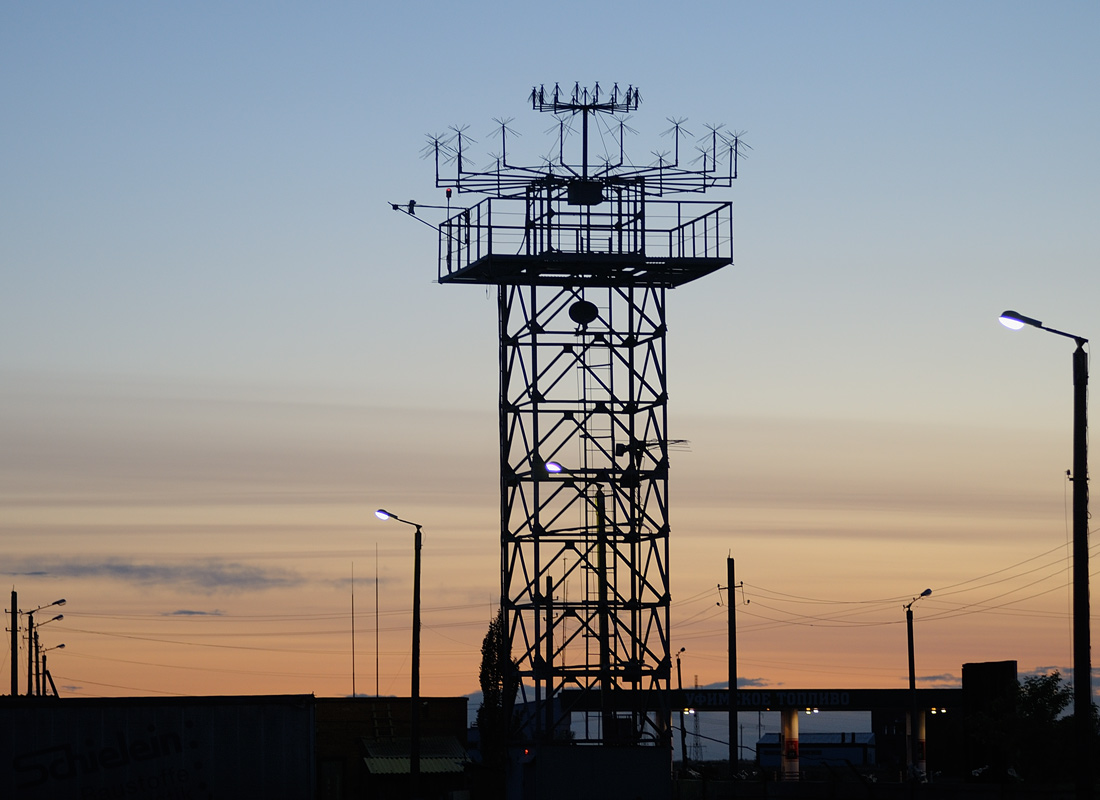
Маяк VOR/DME на аэродроме Троицк

VOR/DME — комплексная радионавигационная система аэронавигационного оборудования для летательного аппарата (ЛА), включающая в себя:
- VOR — всенаправленный азимутальный радиомаяк (англ. VHF Omni-directional Radio Range)
- DME — всенаправленный дальномерный радиомаяк (англ. Distance Measuring Equipment)

Маяк VOR излучает два сигнала — ненаправленный опорный и узконаправленный азимутальный. Азимутальный сигнал вращается в горизонтальной плоскости по часовой стрелке с частотой 30 Гц, опорный сигнал излучается в момент, когда азимутальный сигнал направлен на север. Таким образом, по сдвигу фаз этих двух сигналов бортовой приёмник может определить, на каком азимуте от маяка находится ЛА — если точно к северу от маяка, то моменты приёма сигналов совпадают (сдвиг 0°), если к югу — то азимутальный сигнал будет сдвинут на 180° (задержан на 1/60 с) относительно опорного, если ЛА находится к северо-западу от маяка VOR (на курсе 315°) — то на 315°.
Маяк DME — приёмопередатчик. Бортовое оборудование излучает запрос, который принимается маяком и отправляется обратно, по задержке приёма сигнала вычисляется расстояние до маяка (наклонная дальность, по гипотенузе).